# Nannostomus unifasciatus
Nannostomus unifasciatus es una especie de peces de la familia Lebiasinidae en el orden de los Characiformes.

## Morfología
Los machos pueden llegar alcanzar los 3,8 cm de longitud total.

## Alimentación
Come gusanos, crustáceos e insectos.

## Hábitat
Es un pez de agua dulce y de  clima tropical (25 °C-28 °C).

## Distribución geográfica
Se encuentran en Sudamérica: partes de la  cuenca del río Amazonas en Bolivia, Brasil y, probablemente también, Colombia, y cuenca del Orinoco en Venezuela y Guayana.